# Naturschutzgebiet Nonnenhof
Das Naturschutzgebiet Nonnenhof ist ein 1049 ha großes Naturschutzgebiet nahe der Stadt Neubrandenburg in Mecklenburg-Vorpommern. Die Schutzbemühungen gelten besonders dem Vogelbrut- und -rastgebiet und dem Erhalt botanischer Raritäten. Durch die regelmäßige Überflutung der Halbinsel Nonnenhof entstanden hier Sumpf- und Großseggen-Erlenbruchwälder. Das Ufer der Lieps wird streckenweise von Schilf- und Binsenröhrichten gesäumt und es gibt eine artenreiche Schwimmblattflur. Bekassine, Waldschnepfe, Wachtel und Wachtelkönig, Eisvögel, Kraniche, Graureiher und Kormorane, insgesamt 170 Vogelarten, gehören zu den Brutvögeln des Naturschutzgebietes. Für See- und Fischadler sowie den Schwarzstorch sind die Halbinsel und die Ufer Nahrungsrevier. Fischotter und verschiedene Fledermausarten sind Teil der reichhaltigen Fauna des Sees. Zur Zeit des Vogelzuges rasten hier bis zu 17.000 Waldsaat- und Blessgänse sowie verschiedene Entenarten. Mauseransammlungen von bis zu 3000 Graugänsen finden an der Lieps einen geschützten Rückzugsraum.
 Das Naturschutzgebiet Nonnenhof gehört zu einem bedeutenden binnenländischen Vogelschutzgebiet, das seit 1988 als „Europäisches Vogelschutzgebiet“ anerkannt ist.
 Jeglicher privater Bootsverkehr, das Tauchen und Angeln ist auf dem See untersagt. Nur Fahrgastschiffe verkehren zwischen Neubrandenburg und Prillwitz im ausgetonnten Bereich auf der Lieps.
Der Gebietszustand wird als gut angesehen. Beeinträchtigungen gehen von Nährstoffeinträgen aus den benachbarten landwirtschaftlichen Flächen aus, die aber durch den vorhanden starken Zustrom kalkhaltigen Grundwassers gebunden werden. Die Waldbereiche im Gebiet unterliegen keiner forstlichen Nutzung. Unmittelbar am Naturschutzgebiet zwischen der Lieps und dem südöstlichen Ufer des Tollensesees entsteht eine Feriensiedlung mit Schwedenhäusern.
Zusammen mit dem Naturschutzgebiet Nonnenhof bilden die umgebend liegenden Naturschutzgebiete Ziemenbachtal, Hellberge, Nonnenbachtal und Rosenholz und Zippelower Bachtal einen repräsentativen Ausschnitt aus der Landschaft der oberen Tollensebecken.
Die NABU-Stiftung Nationales Naturerbe besitzt einen großen Anteil der Flächen und setzt sich hier für die Bewahrung der Natur ein.